# Klaus Briegleb

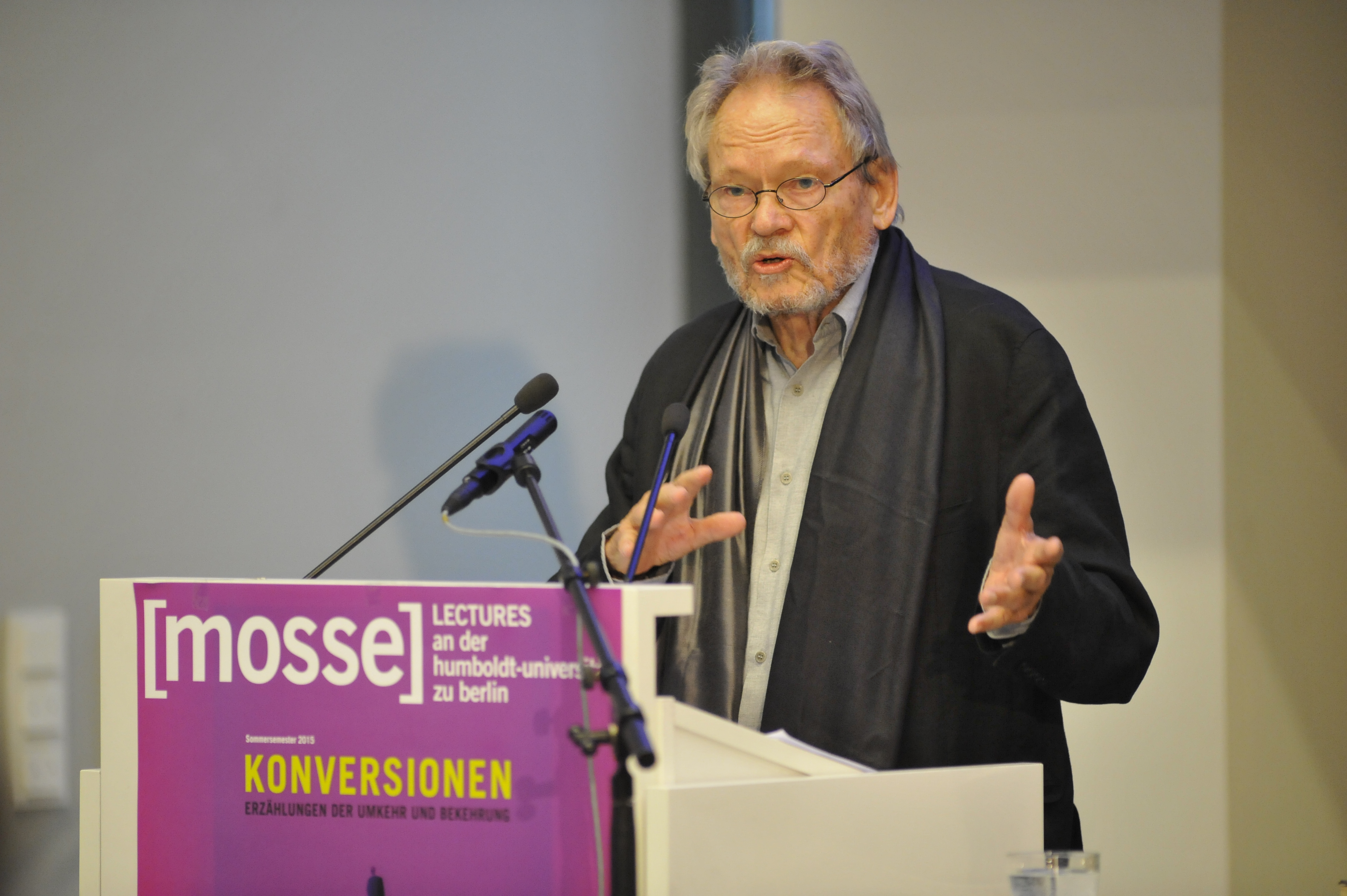
Klaus Briegleb bei den Mosse-Lectures an der Humboldt-Universität im Sommersemester 2015

Klaus Briegleb (* 21. Januar 1932 in Peilau, Kreis Reichenbach (Eulengebirge), Deutsches Reich; † 13. Oktober 2024 in Berlin) war ein deutscher Literaturwissenschaftler. Er lehrte von 1972 bis zu seiner Emeritierung im Jahr 1997 Neuere Deutsche Literaturwissenschaft am Literaturwissenschaftlichen Seminar der Universität Hamburg und war Herausgeber von Sämtliche Schriften Heinrich Heines, die 1968 bis 1976 im Carl Hanser Verlag erschienen. Er gilt als einer der bedeutendsten Heinrich-Heine-Forscher und prägte den Begriff der „kritischen Philologie“, die literarische Werke im gesellschaftlich-historischen Kontext analysiert.

## Leben
Klaus Briegleb wuchs in Niederschlesien auf und absolvierte nach dem Zweiten Weltkrieg eine Buchhandelslehre, bevor er ein Studium an der Universität München begann. Dort promovierte er 1962 mit einer Arbeit über Friedrich Schlegel und habilitierte sich 1970 mit einer Arbeit über Gotthold Ephraim Lessing. 1972 wurde er ordentlicher Professor in Hamburg. Er war Mitglied des PEN-Zentrums Deutschland. Seine wissenschaftliche Karriere war geprägt von präzisen Textanalysen, gesellschaftskritischen Fragestellungen und einem interdisziplinären Ansatz, der Impulse für andere Disziplinen wie die Politologie und Soziologie setzte.
Nach seiner Emeritierung inszenierte Briegleb an verschiedenen Spielstätten von ihm erarbeitete Collagen von Klassikern (Heine, Goethe) und hielt Vorträge, in denen er auch historische und politische Kontexte beleuchtete.
Im Dezember 2017 berichtete die Süddeutsche Zeitung über einen privaten Briefwechsel aus den 1960er Jahren zwischen Briegleb und dem früheren langjährigen Chef des Bundesnachrichtendienstes (BND) Reinhard Gehlen, in dem Briegleb sich für eine einmalige finanzielle Zuwendung Gehlens für die Publizierung von Brieglebs Dissertation bedankt. Briegleb wies auf seiner persönlichen Website darauf hin, dass die Hintergründe nicht politischer, sondern ausschließlich familiärer Art gewesen seien, und kritisierte den Tenor des SZ-Artikels, der – die Sachlage bewusst verkennend – den Druckkostenzuschuss Gehlens an den jungen Doktoranden Briegleb als befremdlich und kritikwürdig darstelle.
Im Oktober 2024 starb Klaus Briegleb im Alter von 92 Jahren in Berlin.

## Forschungsschwerpunkte und wissenschaftliche Positionen
Briegleb war einer der bedeutendsten Heine-Forscher und Herausgeber der kommentierten Hanser-Ausgabe von Heinrich Heines Sämtlichen Schriften (1968 bis 1976), der meistverbreiteten Heine-Edition der Gegenwart. 

### Heinrich Heine und die jüdische Schreibweise
In seiner Monografie Bei den Wassern Babels. Heinrich Heine, jüdischer Schriftsteller in der Moderne beschreibt Briegleb Heine als genuin jüdischen Schriftsteller in der Diaspora, ja als einen „neuzeitlichen Marranen“, d. h. als einen „Getauften, der im Herzen jüdisch“ geblieben sei. Seine Deutung von Heinrich Heines Literatur als „marranische Schreibweise“ hat sowohl der Heine-Forschung als auch den Forschungen zur jüdischen Geschichte und zur Konversion wichtige Impulse gegeben, bei manchen aber auch Widerspruch hervorgerufen. Seine vielbeachteten Thesen waren Grundlage zum Thema „Konversionen“ der Mosse-Lectures im Sommersemester 2015, in deren Kontext Briegleb über „Heines Sorge um die Juden in Europa“ sprach.

### Kritische Philologie
Briegleb prägte den Begriff der „kritischen Philologie“, die literarische Werke nicht nur als ästhetische, sondern auch als politisch-gesellschaftliche Produkte analysiert. Er setzte sich dafür ein, Literatur im Kontext ihrer Rezeption und der historischen Konstellation zu betrachten. Dabei grenzte er sich von der ideologiekritischen Literaturwissenschaft im Sinne von Christa und Peter Bürger ab.

### Kritik an der Gruppe 47
Mit seinem Buch Missachtung und Tabu. Eine Streitschrift über die Frage: „Wie antisemitisch war die Gruppe 47?“ (2003) hat er das konventionelle Bild der Gruppe 47 aufgebrochen und eine intensive Debatte und anhaltende Forschung über die Haltung der Gruppe 47 gegenüber ihren jüdischen Mitgliedern initiiert. Im Zentrum steht „die Kontinuität antisemitischer Sicht- und Redeweisen von Angehörigen der Gruppe“.

### 1968 und die antiautoritäre Bewegung
Zu Brieglebs weiteren Forschungsschwerpunkten zählten die deutsche Literatur nach 1945, die politische Philologie und die antiautoritäre Literatur der 68er-Bewegung. Mit 1968. Literatur in der antiautoritären Bewegung (1993) legte Briegleb eine umfassende Rekonstruktion der Ursprünge und Praktiken der Studentenbewegung vor. Dabei beleuchtete er die literarischen und politischen Grundlagen der Revolte und verband sie mit einer kritischen Analyse der westdeutschen Erinnerungskultur.

## Lehrtätigkeit
Briegleb galt als charismatischer Lehrer, der es verstand, komplexe theoretische Konzepte lebendig zu vermitteln. Seine Seminare zeichneten sich durch eine offene Diskussionskultur und die Einbeziehung zeitgenössischer französischer Theoretiker wie Julia Kristeva und Jean-François Lyotard aus. Dabei verband er theoretische Ansätze stets mit politischen und historischen Kontexten. Sein persönlicher Bezug zu Heinrich Heine prägte nicht nur seine Forschung, sondern auch seine Lehre. Der „Heinesche Witz“ fand in seinen Veranstaltungen ebenso Platz wie die „Lust am Text“, die er auch bei kanonischen Werken wie Goethes Faust immer wieder neu entfachte.

## Werke
Editionen
- (Hrsg.) Heinrich Heine: Sämtliche Schriften. Hanser, München, 1968–1976.
- (Hrsg.) Heinrich Heine: Sämtliche Gedichte in zeitlicher Folge. Insel Verlag, Leipzig, 1993, ISBN 3-458-19175-5.
- (Hrsg.) Heinrich Heine: Neue Melodien spiel ich. Gedichte. Insel Verlag, Leipzig, 1997, ISBN 3-458-19175-5.

Inszenierungen
- „Getrommelte Tränen“. Eine Heine-Liturgie in sieben Abschnitten. (UA 23. November 1997, am Gasteig München)
- Die Heimkehr des jüdischen Dichterriesen. Eine Reise durch „Deutschland. Ein Wintermärchen.“ (UA: 2006, Literaturhaus Berlin)
- Getaufte Dialoge für Stimmen, Klarinette und einen Vorleser. (UA 2008, Schloß Elmau)
- Mephistos „Faust“, Szenen für zwei Stimmen, Violoncello und Schlagzeug. (Spielzeit 1999/2000, Deutsches Schauspielhaus Hamburg)

Monografien und Aufsätze
- Ästhetische Sittlichkeit. Versuch über Friedrich Schlegels Systementwurf zur Begründung der Dichtungskritik. M. Niemeyer, Tübingen, 1962.
- Lessings Anfänge, 1742–1746: zur Grundlegung kritischer Sprachdemokratie. Athenäum, Frankfurt a. M., [1971].
- Literatur und Fahndung: 1978, ein Jahr Literaturwiss. konkret. Aufzeichnungen. Hanser, München/Wien, 1979, ISBN 978-3-446-12838-5.
- Opfer Heine? Versuch über Schriftzüge der Revolution. Suhrkamp „Taschenbuch Wissenschaft“, Frankfurt a. M., 1986, ISBN 3-518-28097-X.
- Unmittelbar zur Epoche des NS-Faschismus. Arbeiten zur politischen Philologie 1978–1988. Suhrkamp „Taschenbuch Wissenschaft“, Frankfurt a. M., 1989.
- 1968. Literatur in der antiautoritären Bewegung. Suhrkamp, Frankfurt a. M., 1993, ISBN 3-518-11669-X.
- Bei den Wassern Babels. Heinrich Heine, jüdischer Schriftsteller in der Moderne. Dt. Taschenbuch-Verlag, München, 1997, ISBN 3-423-30648-3.
- Missachtung und Tabu. Eine Streitschrift über die Frage: „Wie antisemitisch war die Gruppe 47?“ Philo, Berlin, 2003, ISBN 3-8257-0300-2.